# Converting Vegetarians
Converting Vegetarians – двухдисковый альбом израильского пситранс-дуэта Infected Mushroom, выпущен в 2003 году BNE/Yoyo Records . 

## Об альбоме
Первый диск составлен из свойственных для IM пситранс-композиций, оттого и носит название Trance Side. Второй же диск, названный The Other Side, можно назвать экспериментальным и эклектичным: в его треках чувствуется влияние таких стилей, как синти-поп и эмбиент.

## Список композиций

### CD1 — Trance Side
1. "Albibeno" – 7:01
2. "Hush Mail" – 6:58
3. "Apogiffa Night" – 8:05
4. "Song Pong" – 8:33
5. "Chaplin" – 6:52
6. "Echonomix" – 7:39
7. "Scorpion Frog" – 7:55
8. "Deeply Disturbed" – 8:24
9. "Semi Nice" – 6:06
10. "Yanko Pitch" – 8:12

### CD2 — The Other Side
1. "Converting Vegetarians" – 5:39
2. "Elation Station" – 5:35
3. "Drop Out" – 5:14
4. "Avratz" – 10:23
5. "Blink" – 5:32
6. "Shakawkaw" – 4:08
7. "Pletzturra" – 6:44
8. "I Wish" – 3:00
9. "Ballerium" – 7:17
10. "Selecta" – 5:21
11. "Illuminaughty" – 4:50
12. "Jeenge" – 7:02
13. "Elevation" – 5:16